# Araya
Araya é uma cidade venezuelana, capital do município de Cruz Salmerón Acosta.